# Fredrik Sidenvall
Fredrik Einar Sidenvall, född den 17 april 1962 i Lidingö, är en svensk präst, skribent och kyrkopolitiker.

## Biografi
Sidenvall prästvigdes för Göteborgs stift 1985 efter studier i Uppsala. Han var 1992–2007 kyrkoherde i Frillesås församling och 2007–2022 rektor för LM Engströms Gymnasium i Göteborg. Sidenvall blev 2022 kyrkoherde i Spekeröd-Ucklums församling, men lämnade sin tjänst i februari 2023 efter en konflikt med församlingens kyrkoråd.
Sidenvall är (2018) styrelseledamot i NELA, den nordeuropeiska grenen av Lutherakademin, där han var medgrundare 1997/1998. År 2000 gav han ut Kampen för tron på Kyrkliga förbundets förlag. Han är medarbetare i den amerikanska lutherska tidskriften Logia. Sidenvall har tidigare varit dekan inom Svenska kyrkans fria synod och har varit aktiv vid bildandet av Missionsprovinsen. Han har under många år varit redaktör, samt fram till 2021 ansvarig utgivare, för tidningen Kyrka & Folk.
Sidenvall var 2005 en av initiativtagarna till bildandet av den kyrkopolitiska nomineringsgruppen Frimodig kyrka. Han har varit ledamot av Svenska kyrkans kyrkomöte 1998–2021 och är ledamot även för perioden 2022–2025. Inledningsvis representerade han POSK, Partipolitiskt obundna i Svenska kyrkan, men representerar sedan 2005 Frimodig kyrka.